# لمس عشق
لمس عشق (به انگلیسی: Touched by Love) یا به الویس، با عشق (به انگلیسی: To Elvis, with Love) فیلمی محصول سال ۱۹۸۰ و به کارگردانی گاس تریکونیس است. در این فیلم بازیگرانی همچون داین لین، دبورا رفین، مایکل لرنید، جان آموس، ماری ویکس و کلو گولگر ایفای نقش کرده‌اند.